# Musical
En musical er et skuespil eller en film med større fokus på musik og dans end ellers. Det stammer fra det engelske musical comedy ('musikalsk komedie').
Musicalen som genre opstod på Broadway i USA, men blev først "færdigdannet" som genre da musicals nåede små off-broadway scener – det var netop på et lille teater at Hair havde premiere.
En musical – som Hair – bruger mange forskellige virkelmidler til at fortælle en historie og det er en blanding af sang, musik, ageren og dans der er handlingsbærere.
Mange musicals er produceret i USA, men der er også skrevet danske musicals. Én af de kendeste er Mød mig på Cassiopeia. Denne musical har et tema, der er meget brugt i genren. Den handler nemlig blandt andet om at lave musik og få en forestilling klar. På samme måde som der er lavet film om at lave film, er der lavet mange musicals om at lave musicals.
Et eksempel fra nyere tid kunne være Disneys Highschool Musical – som er en ren film-musical.
I de tidlige musicals var der meget talt dialog, mens nogle moderne musicals er gennemkomponerede og minder på den måde om opera eller den tidlige operette.
Den første gennemkomponerede musical var Andrew Lloyd Webbers Jesus Christ Superstar, der handler om de sidste dage i Jesu liv. Denne musical ændrede måden at skrive musicals på fordi man nu tit helt undlod talt dialog.